# Operation Grommet
Die Operation Grommet war eine Serie von 34 US-amerikanischen Kernwaffentests, die 1971 und 1972 auf der Nevada Test Site in Nevada durchgeführt wurde. Lediglich der Test Cannikin fand in Amchitka, Alaska statt. Die bei diesem Test verwendete Wasserstoffbombe – der vorgesehene Sprengkopf für die Abwehrrakete LIM-49 Spartan – ist die bisher stärkste von den USA unterirdisch getestete Kernwaffe.

## Die einzelnen Tests der Grommet-Serie
| #  | Bombe                                                           | Datum / Zeit (GMT)           | Testgelände                         | Testart | Sprengkraft                 | Anmerkungen                                                     |
| -- | --------------------------------------------------------------- | ---------------------------- | ----------------------------------- | ------- | --------------------------- | --------------------------------------------------------------- |
| 1  | Diamond Mine                                                    | 1. Juli 1971 14:00 Uhr       | Area 16a.06                         | Tunnel  | <20 kT                      |                                                                 |
| 2  | Miniata                                                         | 8. Juli 1971 14:00 Uhr       | Area 2bu                            | Schacht | 83 kT                       | Test im Rahmen der Operation Plowshare                          |
| 3  | Bracken                                                         | 9. Juli 1971 14:00 Uhr       | Area 10aq                           | Schacht | <20 kT                      |                                                                 |
| 4  | Apodaca                                                         | 21. Juli 1971 13:33 Uhr      | Area 3gs                            | Schacht | <20 kT                      |                                                                 |
| 5  | Barranca                                                        | 4. August 1971 13:30 Uhr     | Area 3he                            | Schacht | <20 kT                      |                                                                 |
| 6  | Nama-Amarylis Nama-Mephisto                                     | 5. August 1971 18:07 Uhr     | Area 9itsxy31 Area 9itsz27          | Schacht | <20 kT <20 kT               | Simultanzündung verschiedener Bomben in verschiedenen Schächten |
| 7  | Baltic                                                          | 6. August 1971 14:31 Uhr     | Area 9itss25                        | Schacht | <20 kT                      |                                                                 |
| 8  | Algodones                                                       | 18. August 1971 14:00 Uhr    | Area 3jn                            | Schacht | 20 bis 200 kT               |                                                                 |
| 9  | Frijoles-Deming Frijoles-Espuela Frijoles-Guaje Frijoles-Petaca | 22. September 1971 14:00 Uhr | Area 3jw Area 3ju Area 3hf Area 3hz | Schacht | <20 kT <20 kT <20 kT <20 kT | Simultanzündung verschiedener Bomben in verschiedenen Schächten |
| 10 | Pedernal                                                        | 29. September 1971 14:00 Uhr | Area 3hg                            | Schacht | <20 kT                      |                                                                 |
| 11 | Chantilly                                                       | 29. September 1971 14:30 Uhr | Area 2di                            | Schacht | <20 kT                      |                                                                 |
| 12 | Cathay                                                          | 8. Oktober 1971 14:30 Uhr    | Area 9ch                            | Schacht | <20 kT                      |                                                                 |
| 13 | Lagoon                                                          | 14. Oktober 1971 14:30 Uhr   | Area 10ar                           | Schacht | <20 kT                      |                                                                 |
| 14 | Cannikin                                                        | 6. November 1971 22:00 Uhr   | Amchitka, Alaska                    | Schacht | <5 MT                       |                                                                 |
| 15 | Diagonal Line                                                   | 24. November 1971 20:15 Uhr  | Area 11g                            | Schacht | <20 kT                      |                                                                 |
| 16 | Parnassia                                                       | 30. November 1971 15:45 Uhr  | Area 2bc                            | Schacht | <20 kT                      |                                                                 |
| 17 | Chaenactis                                                      | 14. Dezember 1971 21:09 Uhr  | Area 2dl                            | Schacht | 20 bis 200 kT               |                                                                 |
| 18 | Hospah                                                          | 14. Dezember 1971 21:10 Uhr  | Area 3je                            | Schacht | <20 kT                      |                                                                 |
| 19 | Yerba                                                           | 14. Dezember 1971 21:10 Uhr  | Area 1c                             | Schacht | <20 kT                      |                                                                 |
| 20 | Mescalero                                                       | 5. Januar 1972 15:10 Uhr     | Area 3gu                            | Schacht | <20 kT                      |                                                                 |
| 21 | Cowles                                                          | 3. Februar 1972 21:45 Uhr    | Area 3hx                            | Schacht | <20 kT                      |                                                                 |
| 22 | Dianthus                                                        | 17. Februar 1972 19:02 Uhr   | Area 10at                           | Schacht | <20 kT                      |                                                                 |
| 23 | Sappho                                                          | 23. März 1972 18:50 Uhr      | Area 2dh2                           | Schacht | <20 kT                      |                                                                 |
| 24 | Ocate Onaja                                                     | 30. März 1972 21:00 Uhr      | Area 3jp Area 3js                   | Schacht | <20 kT <20 kT               | Simultanzündung verschiedener Bomben in verschiedenen Schächten |
| 25 | Longchamps                                                      | 19. April 1972 16:32 Uhr     | Area 2dm                            | Schacht | <20 kT                      |                                                                 |
| 26 | Jicarilla                                                       | 19. April 1972 16:42 Uhr     | Area 3jm                            | Schacht | <20 kT                      |                                                                 |
| 27 | Misty North                                                     | 2. Mai 1972 19:15 Uhr        | Area 12n.05                         | Tunnel  | <20 kT                      |                                                                 |
| 28 | Kara                                                            | 11. Mai 1972 14:00 Uhr       | Area 2dh3                           | Schacht | <20 kT                      |                                                                 |
| 29 | Zinnia                                                          | 17. Mai 1972 14:10 Uhr       | Area 2dk                            | Schacht | <20 kT                      |                                                                 |
| 30 | Monero                                                          | 19. Mai 1972 17:00 Uhr       | Area 3jq                            | Schacht | <20 kT                      |                                                                 |
| 31 | Merida                                                          | 7. Juni 1972 15:20 Uhr       | Area 2dn                            | Schacht | <20 kT                      |                                                                 |
| 32 | Capitan                                                         | 28. Juni 1972 14:41 Uhr      | Area 3jj                            | Schacht | <20 kT                      |                                                                 |
| 33 | Haplopappus                                                     | 28. Juni 1972 16:30 Uhr      | Area 9itsw22                        | Schacht | <20 kT                      |                                                                 |
| 34 | Tajique                                                         | 28. Juni 1972 16:30 Uhr      | Area 7aa                            | Schacht | <20 kT                      |                                                                 |